# IC 5267B
IC 5267B је спирална галаксија у сазвјежђу Ждрал која се налази на листи објеката дубоког неба у Индекс каталогу.
Деклинација објекта је - 43° 45' 37" а ректасцензија 22h 56m 57,0s. Привидна величина (магнитуда) објекта IC 5267 износи 11,8 а фотографска магнитуда 12,8. IC 5267B је још познат и под ознакама ESO 290-27, MCG -7-47-6, PGC 70085.